# نمانیا پیچینوویچ
نمانیا پیچینوویچ (صربی: Nemanja Pejčinović؛ زادهٔ ۴ نوامبر ۱۹۸۷) بازیکن فوتبال اهل صربستان است.
از باشگاه‌هایی که در آن بازی کرده‌است می‌توان به باشگاه فوتبال راد، باشگاه فوتبال ستاره سرخ بلگراد، باشگاه فوتبال هرتابرلین، باشگاه فوتبال نیس، باشگاه فوتبال بئوگراد، و باشگاه فوتبال لوکوموتیو مسکو اشاره کرد.
وی همچنین در تیم‌های ملی فوتبال زیر ۲۱ سال صربستان و صربستان بازی کرده‌است.